# Olympische Jugend-Sommerspiele 2018/Teilnehmer (Nauru)
| Gelbes Symbol für Goldmedaillen mit stilisierten Olympischen Ringen | Graues Symbol für Silbermedaillen mit stilisierten Olympischen Ringen | Braundes Symbol für Bronzemedaillen mit stilisierten Olympischen Ringen |
| ------------------------------------------------------------------- | --------------------------------------------------------------------- | ----------------------------------------------------------------------- |
| —                                                                   | —                                                                     | —                                                                       |

Die Jugend-Olympiamannschaft aus Nauru für die III. Olympischen Jugend-Sommerspiele vom 6. bis 18. Oktober 2018 in Buenos Aires (Argentinien) bestand aus fünf Athleten. Sie konnten keine Medaille gewinnen.

## Athleten nach Sportarten

### Boxen
Jungen
- Christon Amram
Bantamgewicht: 6. Platz

### Gewichtheben

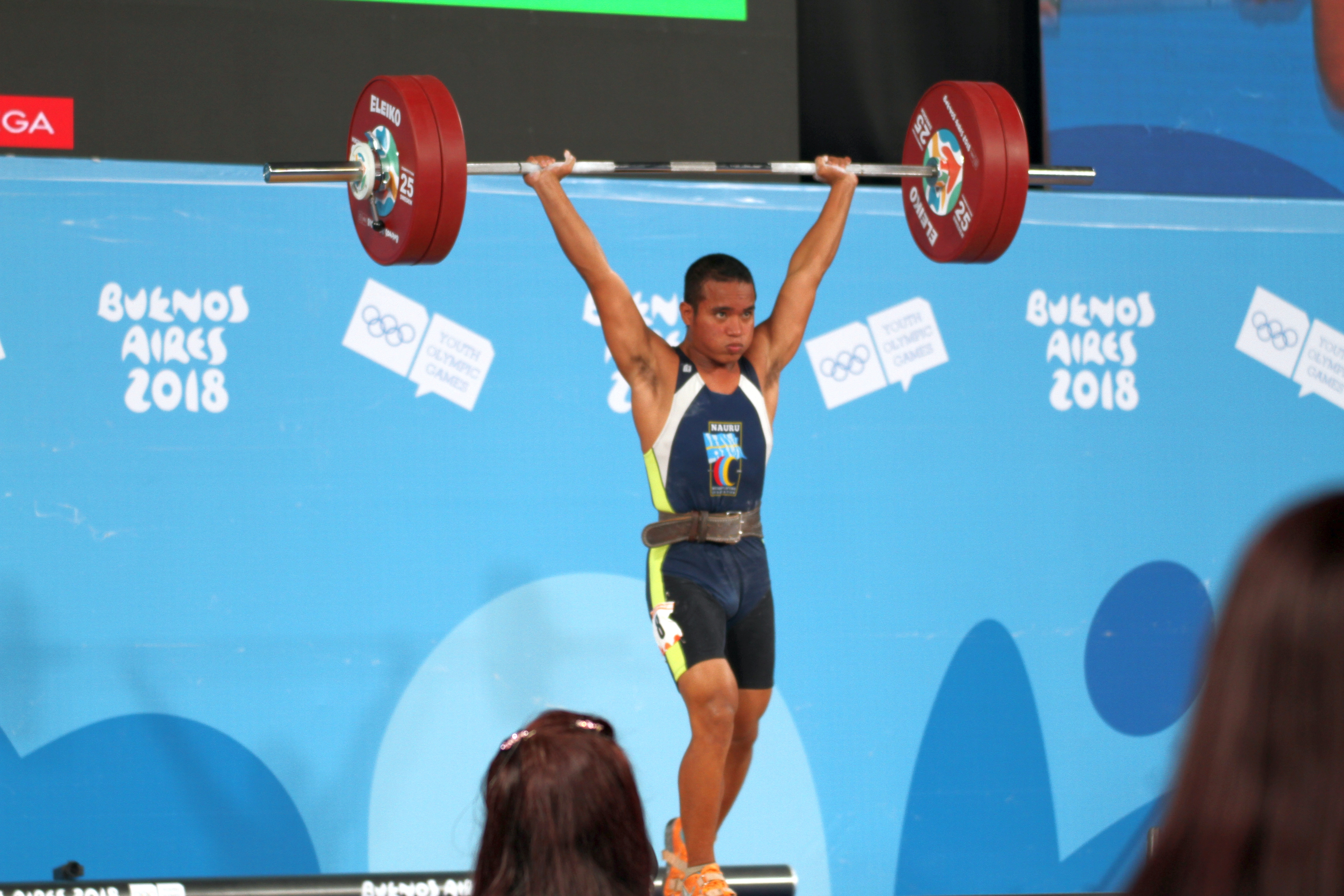
Ezekiel Moses beim Wettkampf

| Mädchen - Maximina Uepa Klasse bis 63 kg: 6. Platz | Jungen - Ezekiel Moses Klasse bis 62 kg: 7. Platz |

### Leichtathletik
Mädchen
- Melanie Ribauw
100 m: 31. Platz

### Ringen
Jungen
- Daiziel Detudamo
Freistil bis 48 kg: 6. Platz